# Burlande
La Burlande est une rivière du département Lot, en France affluent du Bervezou sous-affluent du Célé donc sous-affluent de la Garonne par le Lot.

## Géographie
De 12 km de longueur, la Burlande prend sa source sur la commune de Montet-et-Bouxal dans le département du Lot sous le nom de ruisseau de Burgalières puis prend le nom de ruisseau de Pêtarot et se jette dans le Bervezou sur la commune de Linac.

## Département et communes traversées
- Lot : Montet-et-Bouxal, Sainte-Colombe, Cardaillac, Prendeignes, Saint-Perdoux, Viazac, Linac.

## Principaux affluents
- Ruisseau de Pisserate : 3,5 km
- Le Sibergues  : 9,2 km